# Émile Quentin-Brin
Émile Léon Quentin Brin, dit Émile Quentin-Brin, né le 2 juin 1863 à Paris 17e où il est mort le 31 juillet 1950, est un artiste peintre français.

## Biographie

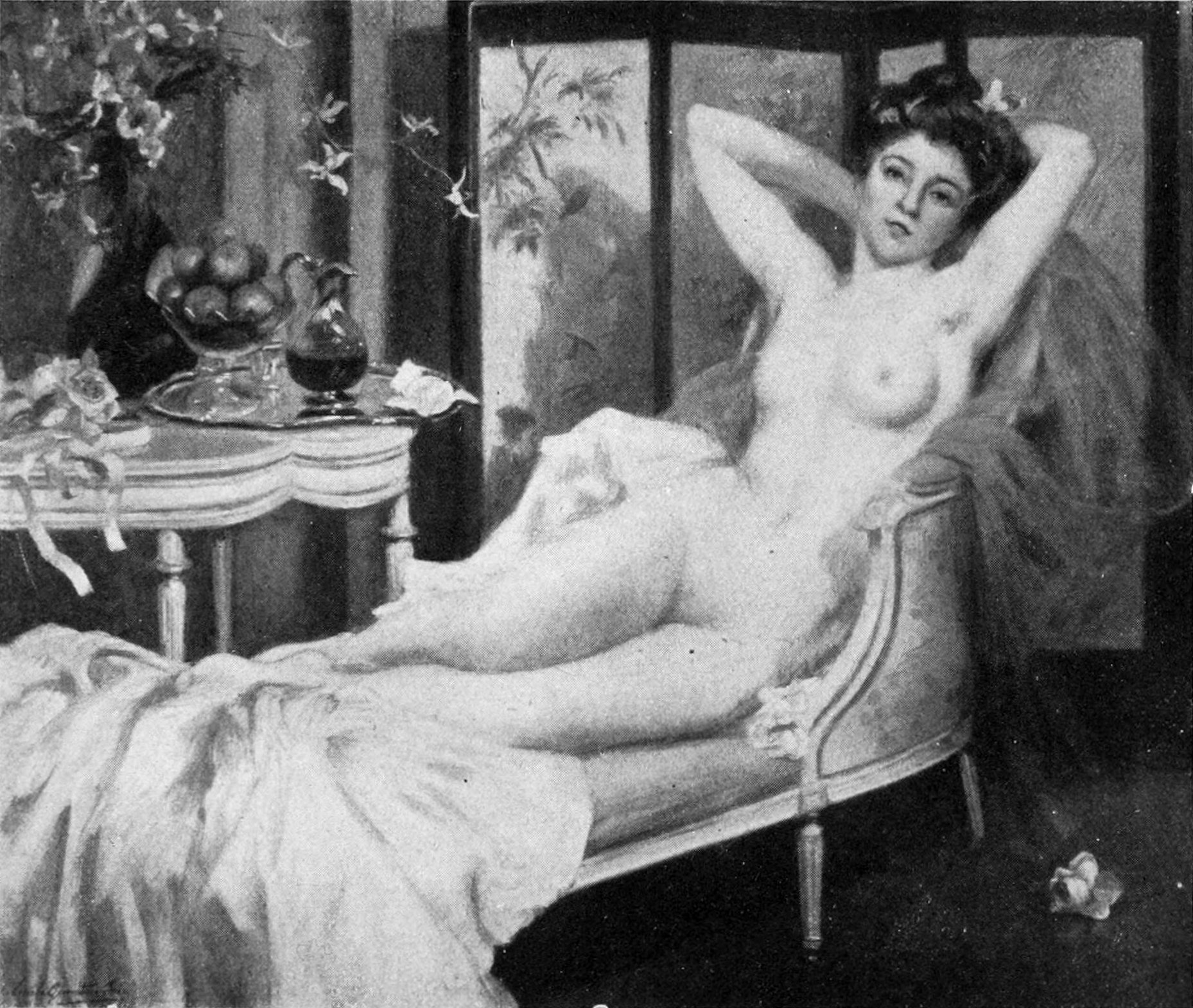
Émile Quentin-Brin, Femme nue.

Émile Léon Quentin Brin est le fils d'Arthur Brin, chimiste, et d'Ambroisine Douay.
D'abord élève du peintre de marine, Ulysse Butin, il est admis à l’École nationale des Beaux-Arts, dans l'atelier d'Alexandre Cabanel.
Il expose pour la première fois en 1888 au Salon des artistes français, puis, à partir de 1901, au Salon de la Société nationale des Beaux-Arts. Il expose aussi au Salon des indépendants, au Salon d'Automne et au Salon d'hiver, ainsi qu'à la Rétrospective des indépendants en 1926.
L'État lui achète une copie de Botticelli pour le Louvre et une peinture, « À la peine » pour le musée d'Arras.
Artiste prolifique, il est l’auteur de très nombreux nus féminins à l’érotisme un peu vaporeux. Il a fait de la femme son sujet de prédilection : « Tout autour de nous, dans ce riant atelier, nos yeux ne rencontrent plus que des baigneuses roses et jolies, des paysages vaporeux, où, dans la paix du matin, plein du bonheur de la vie, brille le soleil d'été ; et, où, sur la berge, sous l'ombre des branches qui étendent sur lui leurs palmes, discrètement, modestement, dans un coin, au sein même de l'herbe verte et mouillée, et dans la buée qui s'élève bleuâtre et légère de l'étang aux ondes endormies, le nom d'un bel artiste est inscrit : Émile Quentin Brin. »
Il est nommé chevalier de la Légion d’honneur le 15 juillet 1949.
Son dernier domicile et atelier se trouvait 4, rue Aumont-Thiéville, Paris 17e.
Il se marie à Paris 17e le 30 septembre 1948 avec Laure Marguerite Yvonne Salmon.

## Distinctions
- Chevalier de la Légion d'honneur (1949)

## Œuvres[5]
- Seule sur la plage, 1929
- Le Palais de Versailles, 1929
- Au bord de l'eau (matinée), 1929
- Nu en plein air, 1929